# Bad Rats
Bad Rats: The Rats' Revenge é um jogo eletrônico de quebra-cabeça de 2009 desenvolvido pelo estúdio indie brasileiro Invent4 Entertainment. Ao longo de uma sequência de níveis, o jogador posiciona um conjunto de ratos e objetos estáticos para guiar a bola em direção a uma armadilha que mata um gato. Bad Rats foi lançado como o jogo de estreia da Invent4 em 20 de julho de 2009 via Steam, seguido por lançamentos em outros serviços em 2010.
Embora não tenha recebido nenhuma crítica no lançamento, artigos retrospectivos criticaram os gráficos, os quebra-cabeças e a física do jogo. Bad Rats é considerado uma raridade por ter sido lançado na Steam enquanto o catálogo da plataforma ainda era selecionado manualmente. Tornou-se um "presente de brincadeira" popular na Steam, levando a mais de 400 mil proprietários em 2018. Uma sequência, Bad Rats Show, foi lançada no sétimo aniversário de Bad Rats em 2016. 

## Jogabilidade

O inventário em Bad Rats fornece ao jogador os ratos e objetos que eles podem usar para completar um quebra-cabeça

Bad Rats é um jogo eletrônico de quebra-cabeça baseado em física, num estilo semelhante a The Incredible Machine e Armadillo Run. Em cada nível, o jogador tem a tarefa de organizar, movendo e girando, um conjunto de ratos e objetos estáticos de forma a direcionar a bola para uma armadilha. O toque da bola faz com que a armadilha seja ativada, matando o gato próximo. O jogo oferece um tutorial e dois modos: no modo "Easy" (Fácil), o inventário é limitado e a solução para cada nível pode ser exibida. O modo "Expert" (Especialista) fornece todo o inventário, incluindo todos os dez tipos de ratos, e nenhuma solução. Dicas para cada nível estão disponíveis em ambos os modos.

## Desenvolvimento e lançamento
Bad Rats foi desenvolvido pela Invent4 Entertainment, um estúdio indie de Porto Alegre. Foi o primeiro jogo da empresa, após a sua fundação por Augusto Bülow em 4 de abril de 2009. Bülow forneceu o conceito para o jogo e atuou como seu programador e designer de níveis. Carlos Alberto Kunkel Bülow desenhou os modelos 3D e suas animações, enquanto as imagens graffiti foram fornecidas por Mateus "Mes" Silva Brum. Arte adicional foi criada por Gustavo Bülow, e música e design de som feito por Márcio Stein.
Uma versão demo de Bad Rats foi lançada através do site da Invent4 Entertainment em 20 de maio de 2009. Esta demonstração foi baixada mais de 20 mil vezes em agosto daquele ano, e uma versão atualizada foi publicada em novembro. Bad Rats foi lançado via Steam em 20 de julho de 2009. Foi disponibilizado através do site da Invent4 Entertainment em janeiro de 2010, bem como na GamersGate e Direct2Drive em fevereiro de 2010. Em abril daquele ano, a empresa anunciou parcerias que veriam Bad Rats (e jogos futuros) lançados pela Strategy First na América do Norte, pela Akella na Rússia e pela Micromedia na Holanda.

## Recepção
Bad Rats não recebeu nenhuma resenha indexada pelo site agregador Metacritic. Em uma retrospectiva de 2015, Nathan Grayson da Kotaku afirmou que o jogo continuava sendo o pior jogo disponível na Steam. Em particular, ele criticou os quebra-cabeças "de má qualidade" e a física "inconsistente" do jogo. Este sentimento foi ecoado por Max Scoville e Brian Altano da IGN no final daquele ano. Em 2018, Adam Heron do Hardcore Gaming 101 descreveu Bad Rats como "possivelmente ... o pior jogo de quebra-cabeça baseado em física de todos os tempos". Ele criticou a "direção de arte urbana hedionda e suja" e sua baixa qualidade de texturas, e descreveu a física inadequada como a "falha fatal" do jogo, especialmente devido à aleatoriedade aplicada aos cenários que Heron acreditava que deveriam ser estáticos. Ele ainda culpou a interface do usuário do jogo, que ele considerou hostil e pouco intuitiva naquele ano. Richard Cobbett e Wes Fenlon da PC Gamer incluíram a arte da capa de Bad Rats em sua lista das "piores caixas de arte para jogos de PC de todos os tempos", chamando a de Bad Rats uma "monstruosidade".

### Legado
De acordo com Grayson, Bad Rats era uma raridade na Steam quando foi lançado, já que o catálogo da plataforma ainda era selecionado manualmente por sua proprietária, a Valve, antes do lançamento do programa Steam Greenlight em 2012. Augusto Bülow afirmou que Bad Rats só se tornou popular vários anos após seu lançamento, depois que críticas negativas por populares YouTubers voltaram a atenção para o jogo. Bad Rats tornou-se um meme da internet e foi frequentemente usado como um "presente de brincadeira" pelos usuários do Steam. Muitos usuários escreveram críticas positivas sarcásticas, resultando em uma pontuação de crítica positiva média para o jogo. Em uma entrevista de 2016, Bülow disse que estava feliz com essa situação, dizendo que, porque Bad Rats havia sido "planejado para ser engraçado", "Se as pessoas estão rindo enquanto jogam, tudo bem. O jogo atingiu seus objetivos." Em julho de 2018, com base em contagens de jogadores do Steam que vazaram, Bad Rats foi estimado em 476.787 jogadores únicos na plataforma.
De acordo com Bülow, uma sequência para o jogo era planejada desde o início, originalmente com a intenção de incluir cães ao lado de gatos. Um segundo jogo de Bad Rats foi anunciado por meio de teasers, começando em dezembro de 2014. Esta sequência foi anunciada como Bad Rats Show em um trailer durante a E3 2016. Foi lançado em 20 de julho de 2016, o sétimo aniversário do lançamento de Bad Rats. Uma versão móvel ainda em desenvolvimento, chamada de Pocket Edition, foi exibida por Bülow em setembro de 2017.